# Soufiane Bouftini
Soufiane Bouftini (arabisch سفيان بوفتيني; * 3. Mai 1994 in Casablanca) ist ein marokkanischer Fußballspieler.

## Karriere

### Klub
Er wechselte zur Saison 2016/17 zu Raja Beni Mellal und von dort im November des nächsten Jahres weiter zu Hassania d’Agadir. Von dort führte ihn sein Weg zur Spielzeit 2021/22 weiter nach Katar zu al-Ahli. Seit der Spielzeit 2022/23 ist er bei al-Wasl in den VAE aktiv.

### Nationalmannschaft
Seinen ersten bekannten Einsatz für die marokkanische A-Nationalmannschaft hatte er am 21. September 2019 bei einem 0:0 gegen Algerien bei der Qualifikation für die Afrikanische Nationenmeisterschaft 2020. Nach der erfolgreichen Qualifikation war er auch mit seiner Mannschaft bei der Endrunde dabei, welche jedoch aufgrund der COVID-19-Pandemie erst im Jahr 2021 ausgetragen wurde. Am Ende kam er hier in jeder Partie zum Einsatz und gewann schlussendlich mit seinem Team das Turnier. Danach hatte er noch während der Gruppenphase des FIFA-Arabien-Pokal 2021 zwei Einsätze, am Ende schaffte es seine Mannschaft bis in das Viertelfinale.